# 福居駅

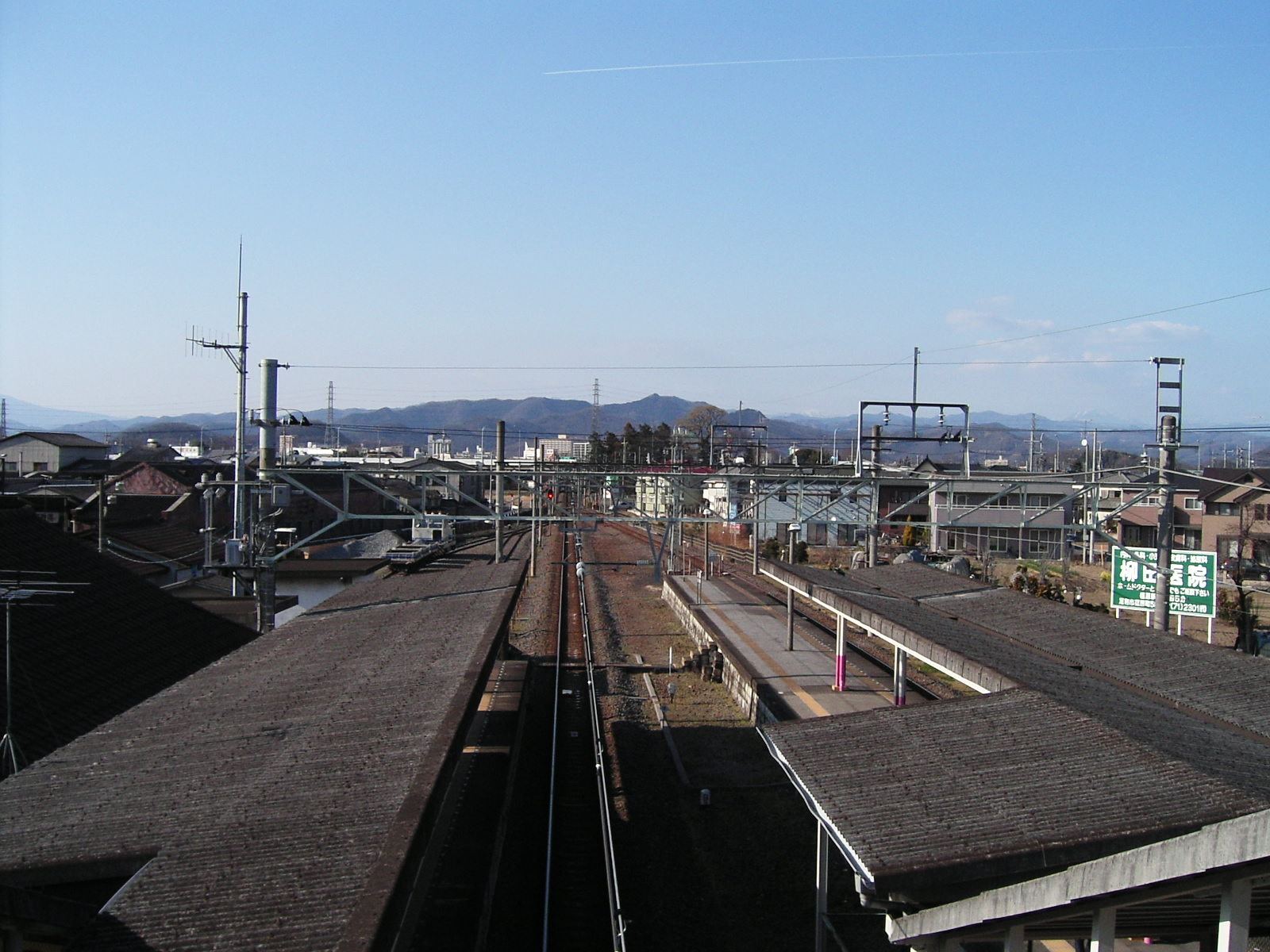
跨線橋より（2007年3月）

福居駅（ふくいえき）は、栃木県足利市福居町にある東武鉄道伊勢崎線の駅である。駅番号はTI 13。

## 年表
- 1907年（明治40年）8月27日 - 川俣駅から足利町駅まで開通と同時に開業。[1]。
- 2006年（平成18年）3月18日 - ダイヤ改正に伴い準急が区間急行に名称変更され大幅に本数が削減されると同時に日中の運用形態が久喜駅で系統分割され、日中に浅草駅に向かう列車がなくなった。日中の時間帯は久喜駅－館林駅及び太田駅間を結ぶ普通列車の運用となった。また、区間準急の新たな停車駅となった。[要出典]
- 2007年（平成19年）1月21日 - パーク・アンド・ライドサービス開始。
- 2012年（平成24年）3月17日 - 駅ナンバリング導入。
- 2015年（平成27年）9月中旬 - 駅舎改築工事。
- 2016年（平成28年）3月31日- 新駅舎供用開始。

## 駅構造
単式ホーム2面2線を有する地上駅である。駅舎は伊勢崎方面ホーム側にあり、浅草方面ホームとの間は跨線橋で連絡している。かつて浅草方面ホームは待避線のある島式ホームであったが、1970年代に跨線橋を設置する際、上り線を外側に移動した。トイレは伊勢崎方面ホーム側に設置されている。

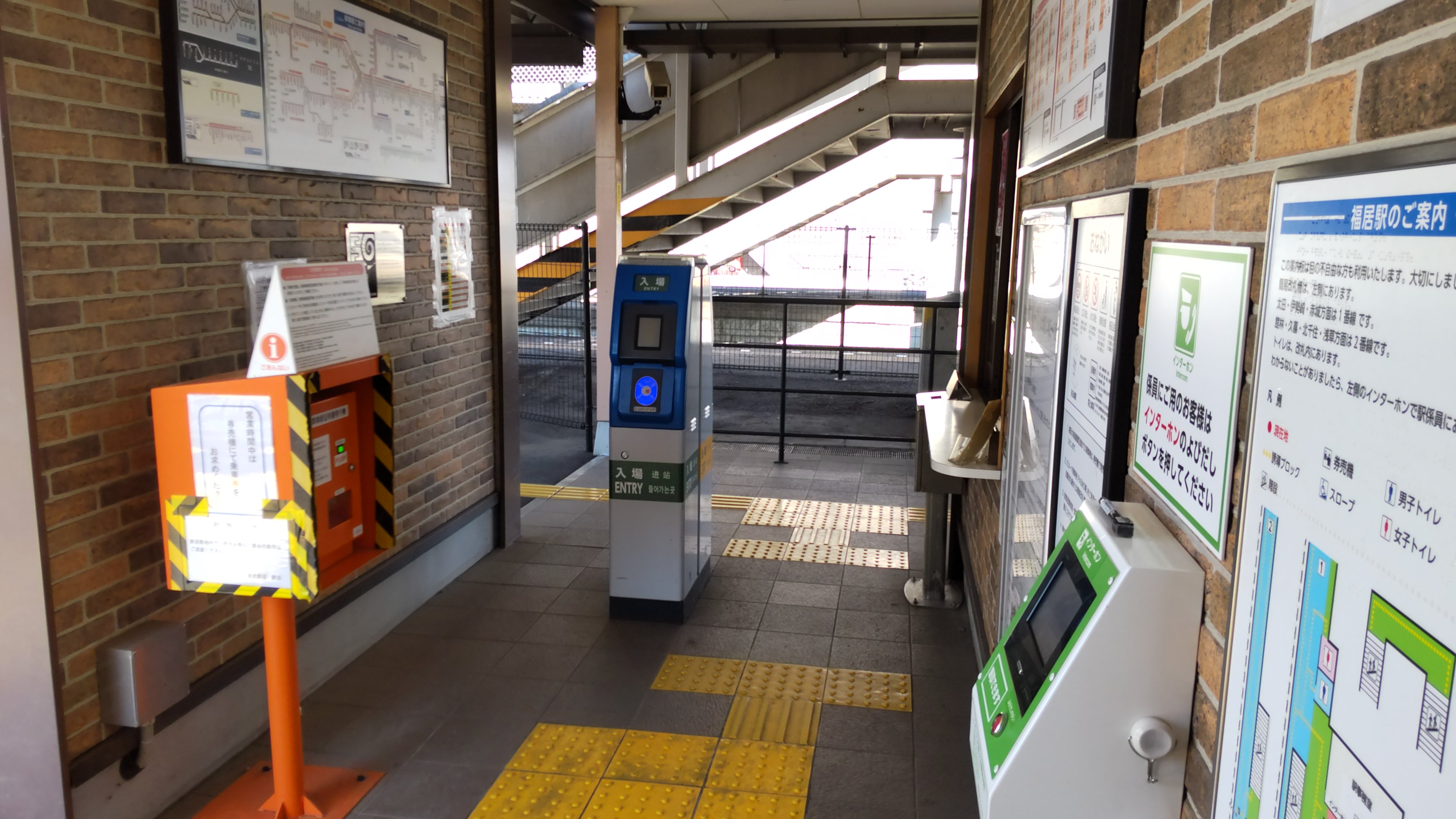
改札（2025年4月）

### のりば
| 番線 | 路線     | 方向 | 行先                                                                         |
| ---- | -------- | ---- | ---------------------------------------------------------------------------- |
| 1    | 伊勢崎線 | 下り | 足利市・太田方面                                                             |
| 2    | 伊勢崎線 | 上り | 館林・久喜・ 東武スカイツリーライン 北千住・とうきょうスカイツリー・浅草方面 |

- 上記の路線名は旅客案内上の名称（「東武スカイツリーライン」は愛称）で表記している。

## 利用状況
2024年度の一日平均乗降人員は736人である。
近年の1日平均乗降人員の推移は下表の通り。
| 年度               | 1日平均 乗降人員 | 出典       |
| ------------------ | ---------------- | ---------- |
| 1998年（平成10年） | 668              |            |
| 1999年（平成11年） | 684              |            |
| 2000年（平成12年） | 665              |            |
| 2001年（平成13年） | 702              |            |
| 2002年（平成14年） | 641              |            |
| 2003年（平成15年） | 646              |            |
| 2004年（平成16年） | 646              |            |
| 2005年（平成17年） | 623              |            |
| 2006年（平成18年） | 617              |            |
| 2007年（平成19年） | 665              |            |
| 2008年（平成20年） | 714              |            |
| 2009年（平成21年） | 693              |            |
| 2010年（平成22年） | 688              |            |
| 2011年（平成23年） | 685              |            |
| 2012年（平成24年） | 711              |            |
| 2013年（平成25年） | 722              |            |
| 2014年（平成26年） | 746              |            |
| 2015年（平成27年） | 771              |            |
| 2016年（平成28年） | 772              |            |
| 2017年（平成29年） | 758              |            |
| 2018年（平成30年） | 778              |            |
| 2019年（令和元年） | 810              | [ 東武 3 ] |
| 2020年（令和02年） | 553              | [ 東武 4 ] |
| 2021年（令和03年） | 614              | [ 東武 5 ] |
| 2022年（令和04年） | 705              | [ 東武 6 ] |
| 2023年（令和05年） | 722              | [ 東武 7 ] |
| 2024年（令和06年） | 736              | [ 東武 1 ] |

## 路線バス
最寄りのバス停は「福居駅入口」停留所である。
- あしバスアッシー（足利市生活路線バス）（2011年7月1日から）
  - ■御厨線
    - 61系統（左回り）・62系統（右回り）：足利赤十字病院 / 御厨公民館方面・神明地方面

## 事件
- 2019年10月18日、女性がホームに現れたイノシシに衝突され、左手首や両足にけがをした。足利市内では同日、この女性を含む計4人がイノシシに襲われて負傷した[3][4][5][6]。イノシシは猟友会が殺処分した。「台風19号の大雨で市内を流れる渡良瀬川の水位が上昇し、河川敷を追われたイノシシが市街地に迷い込んだ可能性がある」という[7]。

## 駅周辺
- 国道50号
- 旧明治紡績（現・トチセン）工場の赤レンガ棟（国の登録有形文化財）
- 足利市立協和中学校
- 足利市立御厨小学校
- 足利市御厨公民館
- 足利市河南消防署
- 雇用促進住宅福居宿舎
- 母衣輪神社
- 福居郵便局
- 足利小山信用金庫福居支店
- 旧例幣使街道 八木宿 - 八木節発祥の地。

## ギャラリー

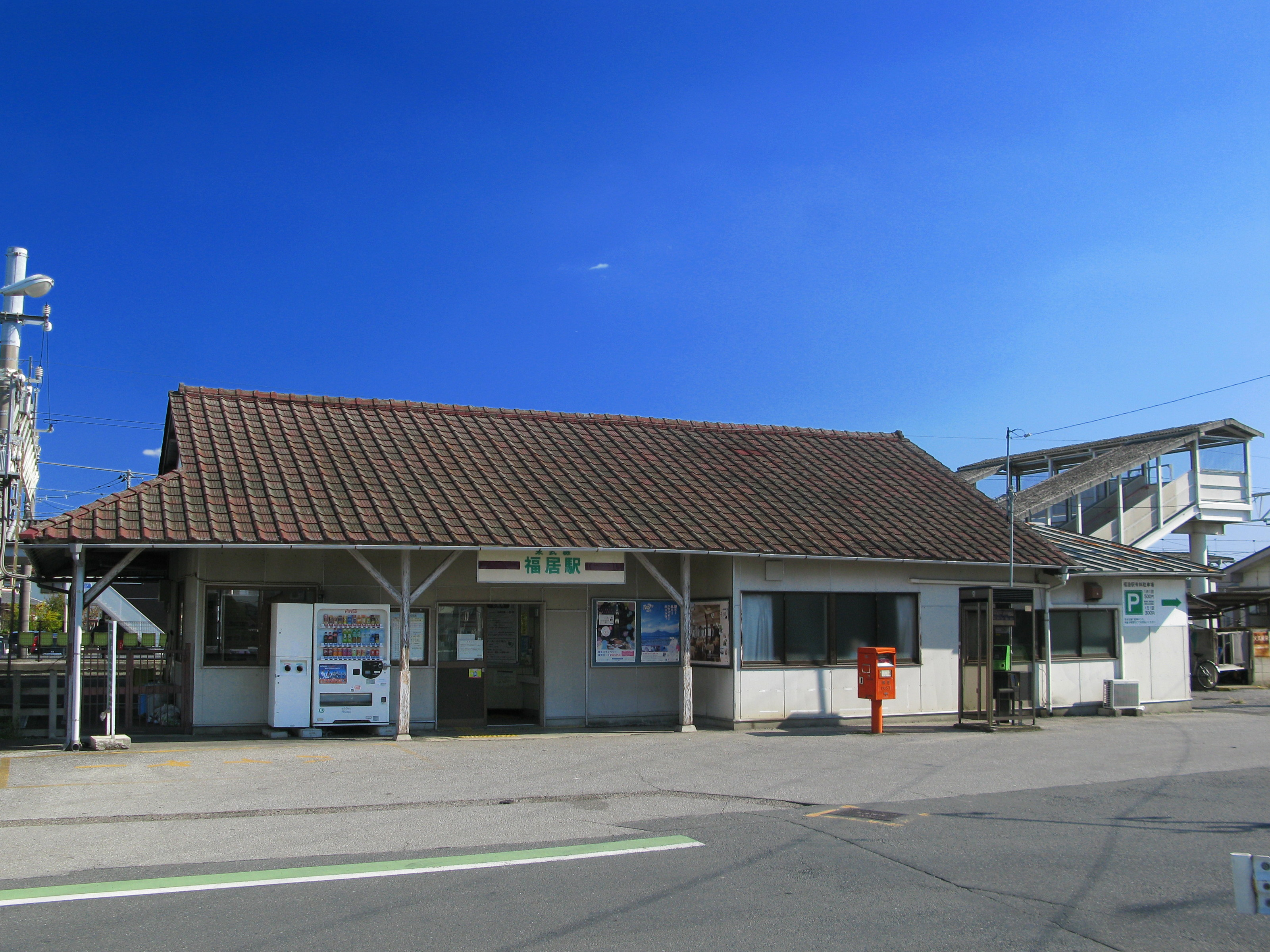
旧駅舎（2012年11月）
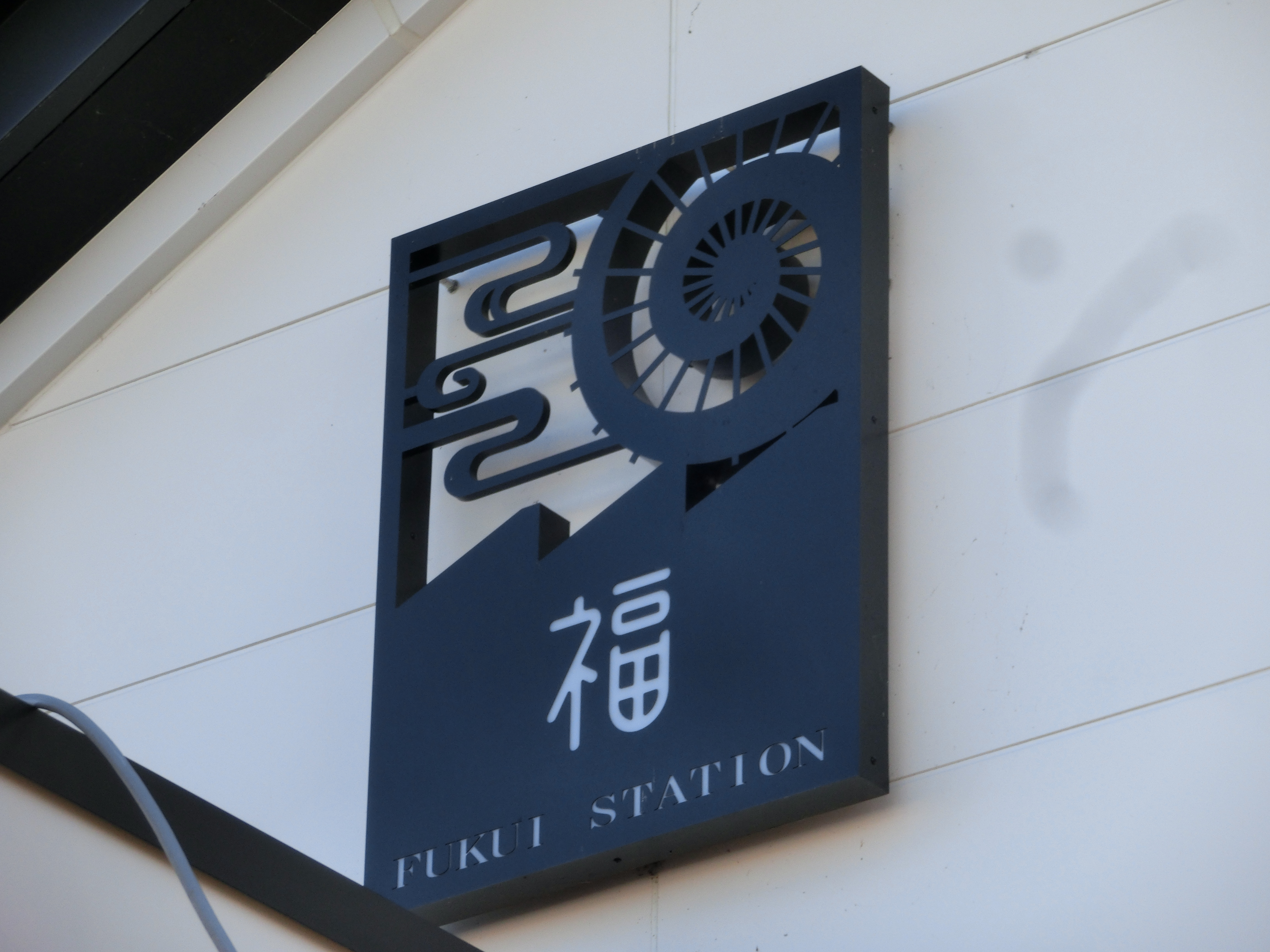
新駅舎に設置された駅シンボルマーク
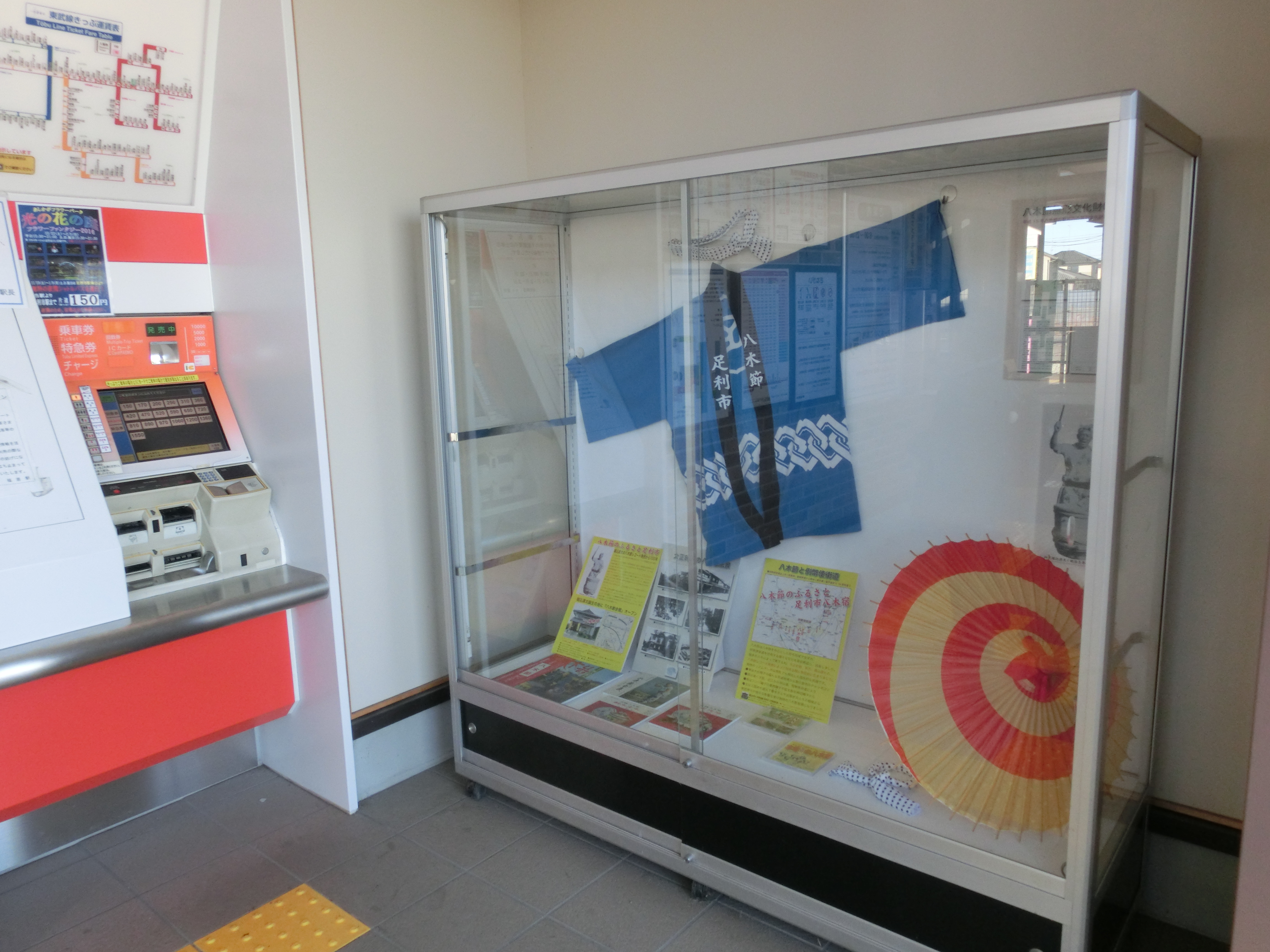
福居駅構内の八木節紹介コーナー

## 隣の駅
東武鉄道
 伊勢崎線
県駅 (TI 12) - 福居駅 (TI 13) - 東武和泉駅 (TI 14)

### 「ふくい」と読む他の駅
- 福井駅 (福井県) - JR西日本北陸新幹線・越美北線、ハピラインふくい線、えちぜん鉄道勝山永平寺線の駅
- 福井駅 (岡山県) - 水島臨海鉄道水島本線の駅